# Leo Lionni
 (avril 2024).
Leo Lionni (de prénom initial Léonard) (Amsterdam, 5 mai 1910 - Radda in Chianti, 11 octobre 1999) est un écrivain italien naturalisé américain, illustrateur, et auteur d'ouvrages jeunesse.

## Biographie
Son père est tailleur de diamants et sa mère est chanteuse soprano. Dès son plus jeune âge, il manifeste une passion pour la nature. Cette curiosité pour le monde végétal, minéral et animal ne le quittera plus. Bientôt, ses parents partent pour les États-Unis, et Léo, 12 ans, vit pendant deux ans chez ses grands parents à Bruxelles.
Ensuite il rejoint ses parents et retourne, un peu plus tard, avec eux en Europe à Gênes.
Après ses études secondaires, il part à Zurich pour étudier les sciences économiques. C'est à partir de cette époque que datent les premiers dessins et autres tableaux.
De 1933 à 1939, Leo Lionni vit surtout à Milan et y prend part à la vie artistique de la ville. En 1939, il quitte la Lombardie pour les États-Unis, se fait naturaliser et entre comme directeur artistique dans une entreprise de publicité. Il fait travailler des artistes comme Léger, De Kooning, Calder. En 1958, différentes villes accueillent une exposition résumant son œuvre. Il fut également directeur artistique du magazine Fortune.
Le premier livre de Leo Lionni, Petit-Bleu et Petit-Jaune paraît en 1959. Cet ouvrage est devenu un classique.
Dans tous ses livres pour la jeunesse, Leo Lionni s'efforce d'unir le texte à l'image.
En 1962, il retourne en Italie, se consacre à la peinture, à la sculpture et réalise une Botanique parallèle (1976) imaginaire. Chaque automne, il produit en un mois un album de trente-deux pages.
En 1967, lors de la première édition de la Biennale d'illustration de Bratislava, il est récompensé par la Pomme d'Or de Bratislava pour son album Pilotin.
Il meurt en 1999 dans sa propriété toscane des suites de la maladie de Parkinson.

## Ouvrages parus
- Petit-Bleu et Petit-Jaune (original : Little Blue and Little Yellow), 1959
- Pouce par pouce (original : Inch by Inch), 1962
- Pilotin (original : Swimmy), 1964
- Tico and the Golden Wings, 1967
- Frédéric (original : Frederick), 1967
- La Maison la plus grande du monde (original : The Biggest House in the World), 1969
- Alexandre et la souris mécanique (original : Alexander and Wind-up Mouse), 1971
- Théodore et le champignon parlant (original : Theodore and the Walking Mushroom), 1971
- Un poisson est un poisson (original : Fish Is Fish), 1972
- Le Mulot à la queue verte (original : The Greentail Mouse), 1974
- Une histoire de caméléon (original : A Color of his Own), 1975
- Sur ma plage il y a beaucoup de cailloux (original : On My Beach There Are Many Pebbles), en 1975
- Au jardin des lapins (original : In the Rabbit Garden), 1976
- La Botanique parallèle (original : La Botanica parallela), 1976 (Pandora, 1981 ; nouvelle édition illustrée : Éditions des Grands Champs, 2013)
- Pezzettino (original : Pezzettino), 1977
- Je voudrais rester ici !, je voudrais aller là-bas : une histoire de puces (original : I Want to Stay Here! I Want to Go There! A flea story), 1978
- Géraldine, la souris-musique (original : Geraldine, the Music Mouse), 1980
- Pour des chats interdit strictement, en 1981
- Qui rend les fleurs multicolores ? 1981
- Faisons des lapins (original : Let's Make Rabbits), 1982
- Quoi ?, 1982
- Qui ?, 1982
- Cornélius, une fable (original : Cornelius, a Fable), 1983
- Chiffres, 1985
- Lettres, 1985
- It's Mine, 1986
- Nicolas, où tu étais ? (original : Nicolas, Where Have You Been?), 1987
- Six corbeaux (original : Six Crows), 1988
- Tillie et le mur (original : Tillie and the Wall), 1989
- Un œuf extraordinaire (original : An Extraordinary Egg), 1990
- Le Rêve d'Albert (original : Matthew's Dream), 1991
- The Alphabet Tree, 1992
- Une année bien remplie (original : A Busy Year), 1992
- Monsieur MacSouris (original : Mr McMouse), 1993
- Between Worlds: The Autobiography of Leo Lionni, 1998

## Quelques prix et distinctions
- : Pomme d'Or de Bratislava 1967[1], lors de la Biennale d'illustration de Bratislava, pour Pilotin
- Finaliste Médaille Caldecott 1961 pour Pouce par pouce (Inch by Inch)
- Finaliste Médaille Caldecott 1964 pour Pilotin (Swimmy)
- Deutscher Jugendliteraturpreis 1965 pour Pilotin (Swimmy)
- Finaliste Médaille Caldecott 1968 pour Frédéric (Frederick)
- Finaliste Médaille Caldecott 1970 pour Alexandre et la souris mécanique (Alexander and the Wind-Up Mouse)
- Médaille AIGA (American Institute of Graphic Arts) 1984[2]